# António de Noronha, 1.º Conde de Linhares
Dom António de Noronha, 1.º Conde de Linhares (1464 — 1 de março de 1551) foi um nobre português, filho de Dom Pedro de Meneses, 1.º Marquês de Vila Real e de Dona Beatriz de Bragança. Foi feito Conde de Linhares por Dom João III de Portugal, em 1532. Foi governador de Ceuta.

## Biografia
D. António de Noronha era um fidalgo muito valente, muito vaidoso e arrogante.
Foi escrivão da puridade do rei D. Manuel I (1495 - 1521), ou seja era o mais próximo colaborador do rei. Além de ser o 1º conde de Linhares era: senhor da Pena Verde, senhor de Fornelos e senhor de Algodres. 
Foi também o dono do alcouce (casa ou estabelecimento de prostituição) da cidade de Lisboa.

## Alcunha "o narizes"
Era conhecido por "o narizes", não era porque tinha o nariz muito comprido, era sim porque não tinha nariz.
Em Ceuta numa caçada aos leões, uma fera tinha lhe caído em cima, e tinha-lhe arrancado parte da face. 

## Descendência
Casou-se com Dona Joana da Silva e Ayala, filha de Diogo da Silva, 1.º Conde de Portalegre e tiveram os seguintes filhos: 
- Fernando de Noronha, natimorto;
- Diogo de Noronha, natimorto;
- João de Noronha, natimorto;
- Inácio de Noronha, o Berguilha, que casou-se com Isabel de Ataíde, filha de Vasco da Gama, mas sem deixar descendência;
- Francisco de Noronha, 2.º Conde de Linhares;
- Pedro de Meneses[1]
- Maria de Noronha e Ayala;
- Margarida da Silva de Meneses.